# Elsa Baude
Elsa Matilda Baude, ogift Palmén, född 3 april 1885 i Jakobs församling, Stockholm, död 3 april 1964 på Höstsol, Täby,  var en svensk skådespelare.

## Biografi
Elsa Baude var dotter till legokarlen Karl Pettersson och hans hustru Johanna Fredrika Andersson. Baude var elev vid Sydsvenska skådebanan 1901–1902. Hon var engagerad vid Folkan 1902–1903, hos Emil von der Osten 1903–1904, Hjalmar Selander 1904–1906, vid Folkteatern, Göteborg 1906–1909, Dramaten 1909–1911 och Intima teatern 1911–1914. 
Hon var första innehavaren av Svenska Teaterförbundets stipendium 1910 för teaterstudier i Berlin.
Elsa Baude var gift första gången 1904–1913 med regissören Thor Christiernsson, andra gången 1920 med skådespelaren Sture Baude.

## Teater

### Roller (ej komplett)
| År   | Roll                                        | Produktion                                                               | Regi                            | Teater                  |
| ---- | ------------------------------------------- | ------------------------------------------------------------------------ | ------------------------------- | ----------------------- |
| 1909 | Aleine de l'Estoile                         | Ett revolutionsbröllop (Revolutionsbryllup) Sophus Michaëlis             | Emil Strömberg                  | Folkteatern, Lorensberg |
| 1911 |                                             | Det ingen vet Theodor Wolff                                              | Emil Grandinson                 | Intima teatern          |
| 1911 |                                             | Unge greven Knut Michaelson                                              | Knut Michaelson                 | Intima teatern          |
| 1911 | Catherine Villiers                          | För mycken kärlek Georges de Porto-Riche                                 | Emil Grandinson                 | Intima teatern          |
| 1911 | Frun                                        | Jul August Strindberg                                                    |                                 | Intima teatern          |
| 1912 | Vivan                                       | Aftonstjärnan Hjalmar Söderberg                                          |                                 | Intima teatern          |
| 1912 | Margaret Knox                               | Fannys första stycke George Bernard Shaw                                 | Gustaf Collijn                  | Intima teatern          |
| 1912 |                                             | I sista stund Helena Nyblom                                              | Emil Grandinson                 | Intima teatern          |
| 1912 | Inga                                        | Segraren Ernst Didring                                                   | Emil Grandinson Knut Michaelson | Intima teatern          |
| 1912 |                                             | En kvinna utan betydelse Oscar Wilde                                     | Knut Michaelson Gustaf Collijn  | Intima teatern          |
| 1912 |                                             | Moppy och Poppy Olaf Hansson                                             | Emil Grandinson                 | Intima teatern          |
| 1913 | Leonide                                     | En parisare Edmond Gondinet                                              | Knut Michaelson                 | Intima teatern          |
| 1913 | Etel                                        | Dynastin Peterberg Mikael Lybeck                                         | Knut Michaelson                 | Intima teatern          |
| 1913 | Marie Propp                                 | Positivhataren August Blanche                                            | Knut Michaelson                 | Intima teatern          |
| 1914 | Henriette Hozleur                           | Hemligheten Henry Bernstein                                              | Knut Michaelson                 | Intima teatern          |
| 1914 | Gerda                                       | Lilla Eva Olga Ott                                                       | Einar Fröberg                   | Intima teatern          |
| 1914 | Kusinen                                     | Leka med elden August Strindberg                                         | Emil Grandinson                 | Intima teatern          |
| 1914 | Fröken Y                                    | Den starkare August Strindberg                                           | Emil Grandinson                 | Intima teatern          |
| 1915 | Else                                        | Djävulen Ferenc Molnár                                                   | Einar Fröberg                   | Intima teatern          |
| 1915 | Louise                                      | Oväder August Strindberg                                                 | Mauritz Stiller                 | Intima teatern          |
| 1915 |                                             | Den politiske kannstöparen Ludvig Holberg                                | Einar Fröberg                   | Intima teatern          |
| 1915 | Marielle                                    | En fiffikus Paul Frank                                                   | Justus Hagman                   | Vasateatern             |
| 1917 | Paula von Horváth                           | Efter skilsmässan Algot Sandberg                                         | Knut Nyblom                     | Vasateatern             |
| 1917 | Isabella Trench                             | Fru Carolines friare Somerset Maugham                                    | Knut Nyblom                     | Vasateatern             |
| 1917 | Georgette Marjolin                          | Fru Marjolins gudson Maurice Hennequin, Pierre Veber och Henry de Gorsse | Knut Nyblom                     | Vasateatern             |
| 1917 | Fröken Dons                                 | Pultronen Lechmere Worrall och Harold Terry                              | Knut Nyblom                     | Vasateatern             |
| 1917 | Tekla Monander                              | Dollarmiljonen Anders Eje                                                | Knut Nyblom                     | Vasateatern             |
| 1917 | Nora                                        | Victor Lundbergs barn Hans Sturm                                         | Knut Nyblom                     | Vasateatern             |
| 1917 | Helmi Landberg                              | En piga bland pigor Ernst Fastbom                                        | Ernst Fastbom                   | Vasateatern             |
| 1918 | Grace Phillimore                            | Äktenskapskarusellen Langdon Mitchell                                    |                                 | Vasateatern             |
| 1918 | Alice Grey                                  | Häxmästaren Georges Berr och Louis Verneuil                              | Knut Nyblom                     | Vasateatern             |
| 1918 | Francine Fonsegrive                         | Damen från bion Nicolas Nancey och Jean Rieux                            | Knut Nyblom                     | Vasateatern             |
| 1918 | Edith                                       | Jag gifta mig - aldrig! Ernst Fastbom                                    | Ernst Fastbom                   | Vasateatern             |
| 1918 | Klara                                       | Den bättre hälften Franz Arnold och Ernst Bach                           | Knut Nyblom                     | Vasateatern             |
| 1921 | Laura                                       | Gröna hissen Avery Hopwood                                               | Nils Johannisson                | Vasateatern             |
| 1921 | Caroline Dunn                               | Niobe Harry Paulton och Edward Paulton                                   |                                 | Vasateatern             |
| 1921 |                                             | Dansflugan Marcel Gerbidon och Paul Armont                               | Knut Nyblom                     | Vasateatern             |
| 1922 | Fröken Roberts                              | Mollusken Hubert Henry Davies                                            | Knut Nyblom                     | Vasateatern             |
| 1923 |                                             | Det stängda paradiset Maurice Hennequin och Romain Coolus                | Knut Nyblom                     | Vasateatern             |
| 1928 |                                             | Indianer och vita Axel Berggren                                          | Albert Ståhl                    | Komediteatern           |
| 1928 | Signora Frola                               | Alla ha rätt Luigi Pirandello                                            | Ernst Eklund                    | Komediteatern           |
| 1928 | En dam i sorgdräkt                          | Mördaren Hildur Dixelius                                                 | Ernst Eklund                    | Komediteatern           |
| 1929 | Margaret Fairfield                          | Skiljas Clemence Dane                                                    | Harry Roeck-Hansen              | Blancheteatern          |
| 1930 | Lona                                        | Pengar på gatan Rudolf Bernauer och Rudolf Oesterreicher                 | Harry Roeck-Hansen              | Blancheteatern          |
| 1931 | Dejan                                       | Bandet August Strindberg                                                 | Harry Roeck-Hansen              | Blancheteatern          |
| 1931 | Germaine                                    | Lidelser August Villeroy                                                 | Sture Baude                     | Blancheteatern          |
| 1931 | Angela Lynton                               | Sex appeal Frederick Lonsdale                                            | Harry Roeck-Hansen              | Blancheteatern          |
| 1931 | Sophie Bienert                              | Till polisens förfogande Max Alsberg och Otto Ernst Hesse                | Harry Roeck-Hansen              | Blancheteatern          |
| 1932 | Saunders                                    | Fallna änglar Noël Coward                                                | Sture Baude                     | Blancheteatern          |
| 1932 | Medverkande                                 | Harrys bar, revy Berco och Chatham                                       | Nils Johannisson                | Blancheteatern          |
| 1932 | Städerskan                                  | Hotellrummet Pierre Rocher                                               | Harry Roeck-Hansen              | Blancheteatern          |
| 1932 | Heloïse                                     | Obs, nymålat René Fauchois                                               | Harry Roeck-Hansen              | Blancheteatern          |
| 1933 | Linnéa                                      | Livet har rätt Dicte Sjögren                                             | Harry Roeck-Hansen              | Blancheteatern          |
| 1934 | Christiane                                  | Domino Marcel Achard                                                     | Per Lindberg                    | Blancheteatern          |
| 1934 | Generalskan von Ehrenhard Grevinnan Kernitz | Flickor i uniform Christa Winsloe                                        | Harry Roeck-Hansen              | Blancheteatern          |
| 1935 | Mrs Webster                                 | Kamratäktenskap Michael Egan                                             | Per Lindberg                    | Vasateatern             |
| 1935 | Biskopens syster                            | Innanför grindarna Sean O'Casey                                          | Per Lindberg                    | Vasateatern             |
| 1936 |                                             | Den store guden Brown Eugene O'Neill                                     | Per Lindberg                    | Vasateatern             |
| 1940 |                                             | Farmor och vår Herre Hjalmar Bergman                                     | Knut Ström                      | Göteborgs stadsteater   |
| 1947 | Fröken Wortselius                           | Dagen slutar tidigt Ingmar Bergman                                       | Ingmar Bergman                  | Göteborgs stadsteater   |
| 1948 | Kammarfrun                                  | Macbeth William Shakespeare                                              | Ingmar Bergman                  | Göteborgs stadsteater   |
| 1949 | Mme. Bazin                                  | En vildfågel Jean Anouilh                                                | Ingmar Bergman                  | Göteborgs stadsteater   |